# Brachystelma recurvatum
Brachystelma recurvatum là một loài thực vật có hoa trong họ La bố ma. Loài này được Bruyns mô tả khoa học đầu tiên năm 1995.